# 공공기관의 정보공개에 관한 법률
공공기관의 정보공개에 관한 법률은 공공기관이 보유·관리하는 정보에 대한 국민의 공개청구 및 공공기관의 공개의무에 관하여 필요한 사항을 정함으로써 국민의 알권리를 보장하고 국정에 대한 국민의 참여와 국정운영의 투명성을 확보함을 목적으로 하는 대한민국의 법률이다. 이 법에서 정보는 공공기관이 직무상 작성 또는 취득하여 관리하고 있는 문서, 도면, 사진, 테이프, 슬라이드 및 컴퓨터에 의하여 처리되는 매체 등에 기록된 사항을 말한다. 이 법에서 공공기관에는 사립학교도 포함된다

## 공개청구권자
모든 국민이며 외국인의 경우 공공기관의정보공개에관한법률시행령 제3조에 의해
1. 국내에 일정한 주소를 두고 거주하거나 학술, 연구를 위하여 일시적으로 체류하는 자
2. 국내에 사무소를 두고 있는 법인 또는 단체 등이 청구할 수 있다.

## 청구방법
정보공개청구서를 제출하거나 구술로써 정보의 공개를 청구할 수 있다

## 공개여부결정
정보공개를 청구한 날부터 20일 이내에 공공기관이 공개여부를 결정하지 아니한 때에는 비공개의 결정이 있은 것으로 본다
-> 이 규정은 삭제되었습니다

## 부분공개
공개가능한 부분과 비공개대상 부분이 혼합되어 있는 경우 해당부분을 제외하고 공개한다

## 판례
- 사립대학교에 대한 국비 지원이 한정적·일시적·국부적이라는 점을 고려하더라도, 정보공개법 시행령에서 정보공개의무를 지는 공공기관의 하나로 사립대학교를 들고 있는 것이 헌법이 정한 대학의 자율성 보장 이념 등에 반하거나 모법인 정보공개법의 위임 범위를 벗어나는 것이라고 볼 수 없다.[6]
- 법 제2조 제2호는 '공개'라 함은 공공기관이 이 법의 규정에 의하여 정보를 열람하게 하거나 그 사본 또는 복제물을 교부하는 것 등을 말한다고 정의하고 있는데, 정보공개방법에 대하여 법시행령 제14조 제1항은 문서·도면·사진 등은 열람 또는 사본의 교부의 방법 등에 의하도록 하고 있고, 제2항은 공공기관은 정보를 공개함에 있어서 본인 또는 그 정당한 대리인임을 직접 확인할 필요가 없는 경우에는 청구인의 요청에 의하여 사본 등을 우편으로 송부할 수 있도록 하고 있으며, 한편 법 제15조 제1항은 정보의 공개 및 우송 등에 소요되는 비용은 실비의 범위 안에서 청구인의 부담으로 하도록 하고 있는바, 청구인이 정보공개거부처분의 취소를 구하는 소송에서 공공기관이 청구정보를 증거 등으로 법원에 제출하여 법원을 통하여 그 사본을 청구인에게 교부 또는 송달하게 하여 결과적으로 청구인에게 정보를 공개하는 셈이 되었다고 하더라도, 이러한 우회적인 방법은 법이 예정하고 있지 아니한 방법으로서 법에 의한 공개라고 볼 수는 없으므로, 당해 문서의 비공개결정의 취소를 구할 소의 이익은 소멸되지 않는다고 할 것이다[7]
- 청구인에게는 특정한 공개방법을 지정하여 정보공개를 청구할 수 있는 법령상 신청권이 있으므로, 공공기관이 청구인이 신청한 공개방법 이외의 방법으로 공개하기로 하는 결정을 하였다면, 이는 정보공개 청구 중 정보공개방법에 관한 부분에 대하여 일부 거부처분을 한 것이고, 청구인은 그에 대하여 항고소송으로 다툴 수 있다.[8]

## 같이 보기
- 개인정보보호법